# PvuI
PvuI är ett restriktionsenzym som finns i Proteus vulgaris. Dess funktion är att klyva DNA-strängar vid sekvensen CGATCG. Den klyver inte rakt av utan skapar klistriga ändar, det vill säga ena delen skjuter ut.
Igenkänningssekvens:

 5' CGATCG 

 3' GCTAGC 
Efter klyvning:

 5' ---CGAT   CG--- 3' 

 3' ---GC   TAGC--- 5' 